# Lugubrilaria
Lugubrilaria is een geslacht van weekdieren uit de klasse van de Gastropoda (slakken).

## Soorten
- Lugubrilaria badia (Krauss, 1848)
- Lugubrilaria lugubris (A. Adams & Reeve, 1847)
- Lugubrilaria seccombei Lyons, 2012